# Erase/Rewind Official Remix
Erase/Rewind Official Remix è il sesto album in studio della cantante pop italiana Sabrina Salerno, pubblicato il 3 ottobre 2008. Nel 2015 l'album è stato ripubblicato in formato digitale con il nuovo titolo All of Me.

## Il disco
Il progetto è da considerarsi sia un album di remix che un album in studio inedito. È diviso infatti in due CD, entrambi di 13 tracce: nel primo sono inclusi maggiori successi di Sabrina, ricantati in nuove versioni e riarrangiati dai dj produttori Andrea T. Mendoza e Steven Tibet con sonorità dance ed elettropop, oltre a due cover inedite (Erase/Rewind dei The Cardigans e Born to Be Alive di Patrick Hernandez). Il secondo CD è invece un album in studio inedito, che raccoglie tracce di genere pop rock registrate da Sabrina dalla metà degli anni novanta.
Il primo e unico singolo estratto dall'album è stato Erase/Rewind. Nel 1995 era stato invece diffuso un video musicale per il brano Goodbye Baby, che però non aveva mai avuto una pubblicazione come singolo.

## Tracce

### CD1
1. "All Of Me"
2. "Sexy Girl"
3. "Funky Girl"
4. "My Chico"
5. "Sex"
6. "Boys (Summertime Love)"
7. "Erase/Rewind"
8. "Hot Girl"
9. "Gringo"
10. "Born to Be Alive"
11. "Like a Yo-Yo"
12. "Angel Boy"
13. "I Love You"

### CD2
1. "No Matter What You Say"
2. "Skin On Skin"
3. "Mama Said"
4. "Now Is The Time"
5. "Don't Want To Be Falling In Love"
6. "You Lie To Me"
7. "Maybe Your Love"
8. "Goodbye Baby"
9. "Yes"
10. "Stay A While"
11. "Shooting the Red Light"
12. "Brand New Way"
13. "Deep Water"